# Mina tipus 99
El tipus 99 (hako-baku-rai) era una mina antitancs usada pel Japó durant la Segona Guerra Mundial. Va entrar en servei en 1939. Van ser afegits quatre imants per tindre un temporitzador extern, i a més aquest temporitzador podia utilitzar-se per canviar de mina antitancs a granada antitancs o càrrega de demolició. Una vegada que s'extreia el fiador de l'arma, es tenia un temps per fer que explotés, si s'activava el mecanisme temporitzat, o pel pes. La mina es detonava després de 5 a 10 segons, donant temps suficient per ser llançada.
Les mines podien ser enterrades, i amb els imants, amarrar-la al terre. Quan era utilitzada sola podia penetrar aproximadament uns 19 mm de blindatge, però quan s'utilitzaven en agrupades podien arribar a penetrar fins a 32 mm de blindatge.

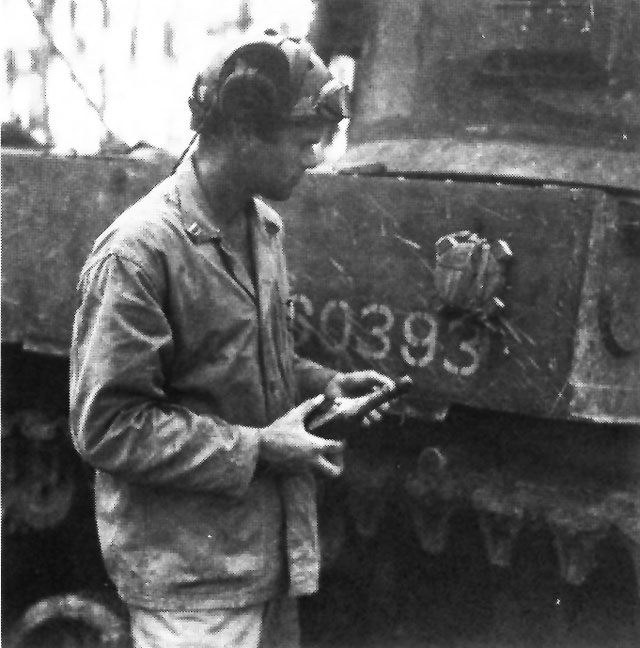
Mina tipus 99 enganxada a un tanc

Aquestes mines eren molt utilitzades en les defenses de les illes envaïdes per Japó durant la Segona Guerra Mundial, per exemple, algunes mines es van utilitzar en minar els camp a prop de els aeròdroms, com de per exemple a la batalla de Peleliu, on es sospita que l'aeròdrom que hi havia va ser minat per a la seva defensa amb algunes mines tipus 99. També es van utilitzar en moltes fortificacions de defensa japoneses, per fer camps minats. També podien ser utilitzades com a mines per atacs suïcides per immobilitzar tancs o destrossar línies d'infanteria americanes.
Les mines també es van utilitzar a les campanyes a la Xina, on es van utilitzar per destrossar fortificacions xineses o tancs, encara que no abundessin.
Es podia utilitzar la mina tant com explosiu de TNT com RDX. La mina en si, contenia uns 0,68 kg (1,5 lliures) de qualsevol dels dos explosius, i amb l'explosió, enviava metralla en totes direccions, a part de trossos dels imants exteriors que tenia, per això, a part de ser una molt potent arma antitancs, era molt temuda per la infanteria, ja que era molt útil tant per a minar camps, com per a llançar-la com una granada.

## Especificacions
Llargada del detonador: 0,13 metres.